# Angélique Colombet
Angélique Colombet-Papon, née le 13 février 1976 à Firminy, est une joueuse de pétanque française.

## Biographie
Elle est droitière et se positionne en tireur et milieu.

## Clubs
- 1992-1995 : APL Firminy (Loire)
- 1996-2004 : Joyeux Cochonnet Cournonnais (Puy-de-Dôme)
- 2005-2007 : l’Élite Club Ambert (Puy-de-Dôme)
- 2008-2016 : Joyeux Cochonnet Cournonnais (Puy-de-Dôme)
- 2016- : Pétanque Arlancoise (Puy-de-Dôme)

## Palmarès

### Séniors

#### Championnats du Monde
Championne du Monde
- Tir de précision 2006[1],[2],[3]
- Tir de précision 2008
- Tir de précision 2009
- Triplette 2017 (avec Anna Maillard, Charlotte Darodes et Caroline Bourriaud) :  Équipe de France

Finaliste
- Triplette 1998 (avec Aline Dole, Ranya Kouadri et Peggy Milei) :  Équipe de France
- Triplette 2009 (avec Anna Maillard, Audrey Bandiera et Marie-Christine Virebayre) :  Équipe de France
- Triplette 2013 (avec Ludivine d'Isidoro, Anna Maillard et Marie-Christine Virebayre) :  Équipe de France 2
- Doublette mixte 2019 (avec Philippe Suchaud) :  Équipe de France

Troisième
- Triplette 2006 (avec Ranya Kouadri, Florence Schopp et Marie-Christine Virebayre) :  Équipe de France
- Triplette 2008 (avec Ranya Kouadri, Florence Schopp et Marie-Christine Virebayre) :  Équipe de France
- Triplette 2011 (avec Ludivine d'Isidoro, Anna Maillard et Marie-Christine Virebayre) :  Équipe de France
- Tir de précision 2011
- Doublette 2017 (avec Audrey Bandiera) :  Équipe de France
- Doublette 2019 (avec Charlotte Darodes) :  Équipe de France

#### Jeux mondiaux
Finaliste
- Doublette 1997 (avec Christine Saunier) :  Équipe de France

#### Coupe des Confédérations
Vainqueur
- Triplette 2010 (avec Anna Maillard, Marie-Christine Virebayre et Ludivine d'Isidoro) :  Équipe de France

Finaliste
- Triplette 2013 (avec Marie-Angèle Germain, Marie-Christine Virebayre et Ludivine d'Isidoro) :  Équipe de France
- Triplette 2016 (avec Audrey Bandiera, Cindy Peyrot et Alison Rodriguez) :  Équipe de France

#### Championnats d'Europe
Championne d'Europe
- Triplette 2001 (avec Florence Schopp, Cynthia Quennehen et Ranya Kouadri) :  Équipe de France
- Triplette 2005 (avec Evelyne Lozano, Cynthia Quennehen et Marie-Christine Virebayre) :  Équipe de France
- Tir de précision 2005
- Triplette 2010 (avec Anna Maillard, Ludivine d'Isidoro et Marie-Christine Virebayre) :  Équipe de France
- Tir de précision 2010
- Triplette 2012 (avec Anna Maillard, Nelly Peyré, Marie-Angèle Germain) :  Équipe de France
- Tir de précision 2012
- Triplette 2016 (avec Anna Maillard, Ludivine d'Isidoro et Cindy Peyrot) :  Équipe de France
- Triplette 2018 (avec Anna Maillard, Charlotte Darodes et Daisy Frigara) :  Équipe de France

Finaliste
- Triplette 2003 (avec Cynthia Quennehen, Chantal Salaris et Florence Schopp) :  Équipe de France

Troisième
- Tir de précision 2007

#### Jeux méditerranéens
Vainqueur
- Triplette 2005 (avec Sophie Aillerie et Marie-Christine Virebayre) :  Équipe de France
- Doublette 2005 (avec Marie-Christine Virebayre) :  Équipe de France

Finaliste
- Doublette 2018 (avec Ludivine d'Isidoro) :  Équipe de France

Troisième
- Doublette 2009 (avec Florence Schopp) :  Équipe de France
- Doublette 2013 (avec Anna Maillard):  Équipe de France

#### Championnats de France
Championne de France
- Doublette 1997 (avec Florence Schopp) : JC Cournon d'Auvergne
- Doublette 2000 (avec Florence Schopp) : JC Cournon d'Auvergne
- Doublette 2001 (avec Florence Schopp) : JC Cournon d'Auvergne
- Doublette 2002 (avec Florence Schopp) : JC Cournon d'Auvergne
- Triplette 2004 (avec Marie-Christine Virebayre et Florence Schopp) : JC Cournon d'Auvergne
- Doublette mixte 2005 (avec Jean-Michel Xisto) : Elite Club Ambert
- Doublette 2006 (avec Florence Schopp) : Elite Club Ambert
- Triplette 2007 (avec Marie-Christine Virebayre et Florence Schopp) : Elite Club Ambert
- Doublette 2007 (avec Florence Schopp) : Elite Club Ambert
- Triplette 2008 (avec Marie-Christine Virebayre et Florence Schopp) : JC Cournon d'Auvergne
- Doublette 2008 (avec Florence Schopp) : JC Cournon d'Auvergne
- Doublette mixte 2009 (avec Zvonko Radnic) : JC Cournon d'Auvergne
- Doublette mixte 2010 (avec Maison Durk) : JC Cournon d'Auvergne
- Doublette mixte 2013 (avec Nicolas Rayne) : JC Cournon d'Auvergne
- Triplette 2015 (avec Cindy Peyrot et Alison Rodriguez) : JC Cournon d'Auvergne
- Doublette 2015 (avec Audrey Bandiera) : JC Cournon d'Auvergne
- Doublette 2017 (avec Isabelle Calchera) : Pétanque Arlancoise

Finaliste
- Doublette 2011 (avec Florence Schopp) : JC Cournon d'Auvergne
- Triplette 2012 (avec Florence Schopp et Marie-Christine Virebayre) : JC Cournon d'Auvergne
- Triplette 2015 (avec Cindy Peyrot et Alison Rodriguez) : JC Cournon d'Auvergne
- Triplette 2021 (avec Audrey Bandiera et Charlotte Roux) : Pétanque Arlancoise[4]
- Doublette 2025 (avec Aurélia Blazquez Ruiz) : Puy-de-Dôme
- Doublette mixte 2025 (avec William Dauphant) : Puy-de-Dôme

#### Mondial La Marseillaise
Vainqueur
- 2015 (avec Ludivine d'Isidoro et Audrey Bandiera)

#### Millau

##### Mondial de Millau (1993-2002)
Vainqueur
- Doublette 1998 (avec Florence Schopp)
- Doublette 1999 (avec Florence Schopp)
- Doublette 2000 (avec Florence Schopp)
- Doublette 2001 (avec Florence Schopp)
- Tête à Tête 2001
- Doublette 2002 (avec Florence Schopp)
- Tête à Tête 2002

Finaliste
- Tête à Tête 1997

##### Mondial à pétanque de Millau (2003-2015)
Vainqueur
- Doublette 2004 (avec Florence Schopp)
- Tête à Tête 2004
- Triplette 2005 (avec Marie-Christine Virebayre et Florence Schopp)
- Doublette 2005 (avec Florence Schopp)
- Triplette 2006 (avec Marie-Christine Virebayre et Ranya Kouadri)
- Triplette 2008 (avec Marie-Christine Virebayre et Florence Schopp)
- Triplette 2009 (avec Marie-Christine Virebayre et Florence Schopp)
- Triplette 2011 (avec Marie-Christine Virebayre et Ludivine d'Isidoro)
- Triplette 2013 (avec Marie-Christine Virebayre et Ludivine d'Isidoro)

#### EuroPétanque de Nice
Vainqueur
- Triplette 2012 (avec Marie-Christine Virebayre et Ludivine d'Isidoro)
- Triplette 2014 (avec Marie-Christine Virebayre et Ludivine d'Isidoro)

### Records
Elle a le plus grand nombre de titre de Championne de France .